# Symphysodon
Symphysodon és un gènere de peixos pertanyent a la família dels cíclids.

## Distribució geogràfica[2]
Es troba a Sud-amèrica: conca del riu Amazones. Les diferents espècies de Symphysodon viuen en aigües poc profundes del riu Amazones i dels seus afluents com pot ser el Riu Negro. Són aigües amb abundància de partícules en suspensió i sediments com poden ser troncs, arrels, fulles, branques, que fan que l'aigua sigui àcida, tèrbola i amb no gaire bona visibilitat.

## Taxonomia
- Symphysodon aequifasciata (Pellegrin, 1904)[5]
- Symphysodon discus (Heckel, 1840)[6][7][8][9][10][11][12][13]

## Reproducció
La reproducció es realitza a través d'ous que pon la femella, enganxant-los en una superfície com una fulla o una pedra en estat salvatge i que a l'aquari pot ser al vidre, per tot seguit el mascle fecundar-los. Els alevins, durant els primers dies de llur existència, es nodreixen d'una substància secretada a través de la pell dels adults.

## Observacions
Són populars com a peixos d'aquari i la seva aqüicultura en diversos països d'Àsia és una indústria important. Aquests peixos poden arribar a fer 20 cm en edat adulta, per això es recomana tenir-los en aquaris d'un volum d'aigua considerable.
El Symphysodon o Disc, es considera el Rei de l'Aquari a causa de la seva bellesa cromàtica i la seva dificultat (en els seus inicis) de manteniment, en aquaris. Tot i que no és un peix recomanat per iniciàtics en l'aquariofília, avui dia, gràcies a la cria en captivitat i les hibridacions, poden viure bé i sense dificultats i arribar als 10-12 anys de vida, sempre que se segueixin certes pautes bàsiques com:
- Mantenir el pH de l'aigua estable, si pot ser d'un valor entre 6 i 7, tot i que poden viure en pH superiors si són estables.
- És necessària una temperatura no inferior a 27 graus. Entre 28 i 29 seria l'ideal, tot i que poden viure en temperatures de fins a 32 graus.
- Cal tenir-los en grup. El Disc és un peix de mola, amb unes jerarquies molt marcades i que els seus membres se les disputen constantment. No es poden tenir sols ni en parella (si són reproductores sí). Cal que en siguin quants més millor per repartir les baralles en diferents peixos i que no rebi sempre el mateix. El peix en l'última posició de la jerarquia, si és massa assetjat pot deixar de menjar i emmalaltir. Tanmateix, és un tipus de peix poruc i pacífic amb d'altres espècies.
- Disposar d'un bon sistema de filtratge i canvis d'aigua temporals. Es recomana que el mínim de litres per peix siguin 40. Tenint en compte que són peixos de mola i cal tenir-los en grup, l'aquari mínim recomanat hauria de ser d'uns 200 litres.
- Els Discs, depenent de la varietat, tenen la capacitat d'enfosquir-se. Quan un peix s'enfosqueix és que se sent atabalat o no es troba bé. Cal saber reconèixer si és quelcom passatger o un comportament constant i, actuar, comprovant per exemple que els paràmetres de l'aigua siguin els correctes.

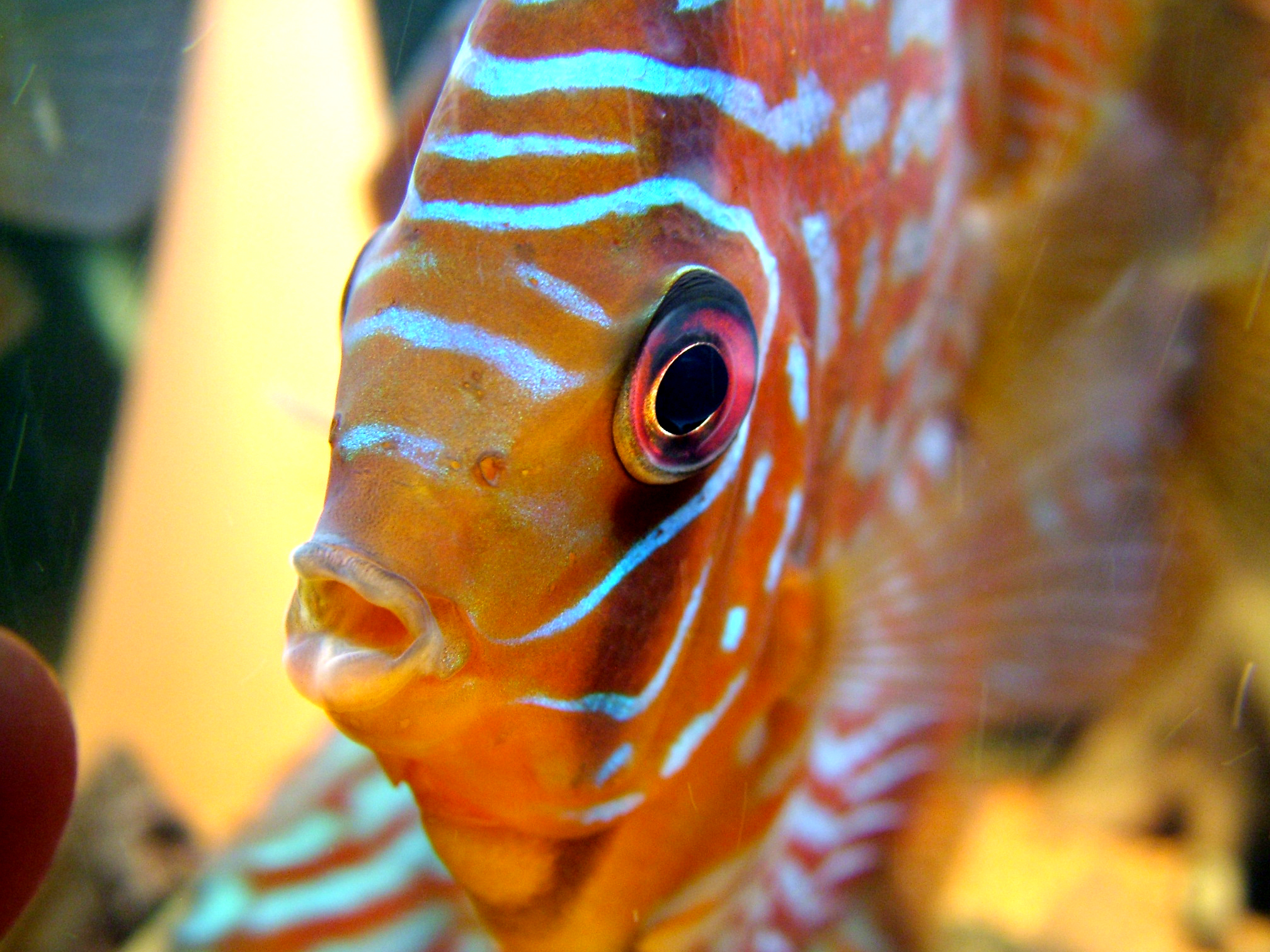
Peix Disc